# Kristínartindur
Kristínartindur är en bergstopp i republiken Island. Den ligger i regionen Austurland, 240 km öster om huvudstaden Reykjavík. Toppen på Kristínartindur är 1 126 meter över havet.
Trakten runt Kristínartindur är nära nog obefolkad, med mindre än två invånare per kvadratkilometer. Trakten runt Kristínartindur är permanent täckt av is och snö.